# François Leleux
François Leleux (julio de 1971 en Croix) es un oboísta, director de orquesta y profesor de música de Francia.

## Biografía
Comenzó su carrera profesional a los 18 años, cuando obtuvo el puesto de primer oboe en la Ópera de París. Posteriormente logró el puesto de solistas de la Orquesta Sinfónica de la Radio de Baviera y actualmente efectúa conciertos con la Orquesta de cámara de Europa así como grabaciones. Está casado con la violinista Lisa Batiashvili.